# Dohrniphora castaneicoxa
Dohrniphora castaneicoxa is een vliegensoort uit de familie van de bochelvliegen (Phoridae). De wetenschappelijke naam van de soort is voor het eerst geldig gepubliceerd in 1960 door Borgmeier.